# Nenne Peterson
Fritz Lennart Pettersson, känd som Nenne Peterson, född 17 juli 1924 i Matteus församling i Norrköping, död 20 april 2017 i Kolmården, Krokeks distrikt i Östergötlands län, var en svensk revyartist och komiker från Norrköping. 
Nenne Peterson började sin karriär på Arbisteatern i Norrköping där han under Elis Utters ledning medverkade i revyer och folklustspel. På Arbis träffade han Tjadden Hällström och i början av 1950-talet startade de tillsammans med Lennart Anderzon Lilla Teatern i Norrköping. Han spelade många revyer på Lillan åren 1952-1968 och följde med Tjadden både på folkparksturné och till Boulevardteatern i Stockholm.[källa behövs]
Han återvände till Arbisteatern 1970 för att gästspela i rollen som furst Bazil Bazilovitsch i operetten Greven av Luxemburg. Detta gästspel ledde till fortsatt engagemang på teatern och han gjorde stor succé i roller som Baron Zeta i Glada Änkan, Boris i Can Can, J.P Finch i Hur man lyckas i affärer samt i rollen som Dolittle i My Fair Lady. Nenne gjorde comeback på revyscenen 1984 då Tjadden Hällström satte upp sin första revy på nyöppnade Skandiateatern. Han blev barnfavorit när han spelade kolmårdstrollet Trolle i barnprogrammen Jalle, Julle och Hjulius som sändes i TV i början av 1980-talet. Han medverkade även i flera humorprogram i TV.[källa behövs]
Nenne Peterson gifte sig 1952 med sömmerskan Anna-Lisa Olsson (1932−2015) och fick sonen Kent "Kecke" Peterson (född 1953).